# 64a Divisió (Exèrcit Popular de la República)
La 64a Divisió va ser una de les divisions de l'Exèrcit Popular de la República que es van organitzar durant la Guerra Civil espanyola sobre la base de les Brigades Mixtes. Va estar present en els fronts de Terol i Llevant.

## Historial
La unitat va ser creada a l'agost de 1937 al front de Terol, originalment com a divisió «A». Va quedar integrada en el XIX Cos d'Exèrcit, assumint el comandament el major de milícies Pedro Martínez Cartón.
El desembre de 1937 va participar en la batalla de Terol, integrada en el XVIII Cos d'Exèrcit —l'anomenada «columna Sud». L'ofensiva va començar el 15 de desembre i tres dies després la 64a Divisió va aconseguir enllaçar amb les forces de la 11a Divisió de Líster, tancant el cèrcol sobre Terol. El dia 30 va sostenir durs combats amb la 1a Divisió navarresa, i hagué de retirar-se davant la pressió enemiga. Posteriorment va passar a la reserva, encara que intervindria en la batalla de l'Alfambra.
En la primavera de 1938 va prendre part en la campanya del Llevant, integrada en el XIX Cos d'Exèrcit al costat de les divisions 66a i 5a. Per a llavors la divisió es trobava sota el comandament del major de milícies Alejandro Sáez de San Pedro. El gener de 1939 va participar en la batalla de Peñarroya, dins del XVII Cos d'Exèrcit.

## Comandaments
Comandants
- major de milícies Pedro Martínez Cartón;[9]
- major de milícies Alejandro Sáez de San Pedro;[7]
- tinent coronel Alberto Calderón Martínez;[10]

Comissaris
- Eugenio Castro Sánchez, del PCE;[11]

## Ordre de batalla
| Data               | Cos d'Exèrcit adscrit | Brigades Mixtes integrades | Front de batalla    |
| ------------------ | --------------------- | -------------------------- | ------------------- |
| Desembre de 1937   | XVIII Cos d'Exèrcit   | 16a, 81a i 83a             | Terol               |
| Març-abril de 1938 | XIX Cos d'Exèrcit     | 16a, 82a i 225a            | Llevant             |
| Juny de 1938       | XIX Cos d'Exèrcit     | 16a, 97a i 223a            | Llevant             |
| Juliol de 1938     | XIX Cos d'Exèrcit     | 16a, 97a i 225a            | Llevant             |
| Gener de 1939      | XVII Cos d'Exèrcit    | 2a, 97a i 225a             | Còrdova-Extremadura |